# أمانة البرلمان الأوروبي

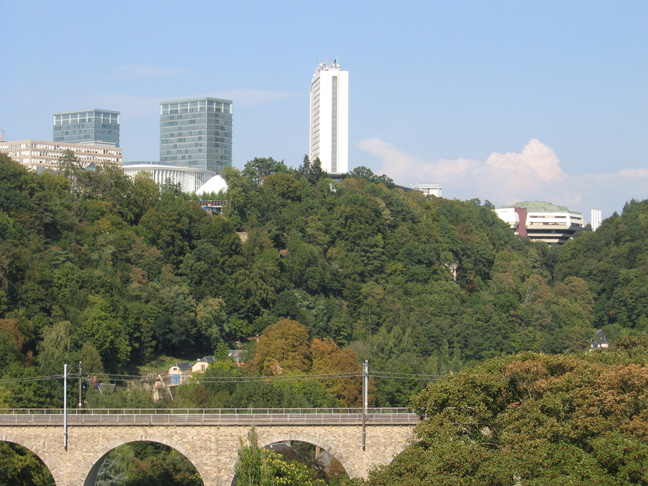

أمانة البرلمان الأوروبي هي الهيئة الإدارية للبرلمان الأوروبي ويرأسها الأمين العام للبرلمان. يقع مقرها الأول في حي كيرشبيرغ بمدينة لوكسمبورغ والثاني بالقرب من محطة بروكسل-لوكسمبورغ للقطارات في بروكسل ويعمل فيها 4000 موظف.

## الأمين العام
يتم تعيين الأمين العام للبرلمان الأوروبي من قبل مكتب البرلمان. شاغل المنصب مسؤول عن الإدارة ومساعدة رئيس وأعضاء وهيئات البرلمان. كما أنه مسؤول عن إدارة الأعمال اليومية وإعداد التقارير الأساسية لتقديرات الميزانية. يتعين على الأمين العام أن يوقع مع الرئيس على جميع القرارات والإجراءات التي اعتمدها البرلمان والمجلس.
الأمناء العامون؛
- فريتس دي نيري توت بابريش 1958 - 1963 (Frits de Nerée tot Babberich) 1958 - 1963
- هانز نورد (Hans Nord) 1963 - 1979
- هانز يواخيم أوبيتز (Hans Joachim Opitz) 1979- 1986
- إنريكو فينشي (Enrico Vinci) 1986 - 1997
- جوليان بريستلي (Julian Priestley) 1997 - 2007
- هارالد رومر (Harald Rømer) 2007 - 2009
- كلاوس فيله (Klaus Welle) 2009–الوقت الحاضر

## الخدمات القانونية
تقدم الخدمات القانونية المشورة لأعضاء وهيئات البرلمان بشأن مسائل القانون الأوروبي والمساعدة في صياغة التشريعات وتمثيل البرلمان في المحاكم.

### الرئاسة
تنظم المديرية العامة للرئاسة (DG PRES) الجلسات العامة وأنشطة المتابعة بما في ذلك البروتوكول والبريد والتسجيل والمحفوظات والأمن.

### السياسات الداخلية
تقوم الإدارة العامة للسياسات الداخلية (DG IPOL) بمساعدة عمل لجان البرلمان ورؤسائها وكذلك تنسيق العلاقات والتعاون مع المؤسسات والبرلمانات الوطنية الأخرى. كما تقوم بتزويد الأعضاء واللجان بمعلومات الخبراء والأبحاث. أفرع هذه الإدارة تقوم بعمل الدراسات بناءً على طلب الأعضاء.

### السياسات الخارجية
تقوم المديرية العامة للسياسات الخارجية (DG EXPO) بمساعدة وفود البرلمان ولجانه ورؤسائها وكذلك تنسيق العلاقات والتعاون مع المؤسسات الأخرى والبرلمانات الوطنية والهيئات الأجنبية. كما أنها تشكل نصف الأمانة المشتركة للجمعية البرلمانية المشتركة لدول أفريقيا والبحر الكاريبي والمحيط الهادئ، والجمعية البرلمانية الأورو-متوسطية، وأورولات وأمانة الجمعية البرلمانية لجيران أوروبا الشرقية. تنظم المديرية زيارات الوفود إلى الدول غير الأعضاء في الاتحاد الأوروبي والزيارات إلى البرلمان من قبل وفود الدول الخارجية. كما تقوم أيضاً بتزود الأعضاء واللجان بمعلومات وأبحاث الخبراء حول الموضوعات المتعلقة بالدول الخارجية. يتم نشر هذه الدراسات التي يتم إنتاجها من قبل البرلمان الأوروبي أو لصالحه على موقع Europarl على الويب.

### خدمة البحوث البرلمانية الأوروبية
دائرة الأبحاث البرلمانية الأوروبية (DG EPRS) هي مركز البحوث داخل البرلمان الأوروبي وتتمثل مهمتها في مساعدة أعضاء البرلمان في عملهم البرلماني من خلال تزويدهم بتحليل مستقل وموضوعي وموثوق به والبحث في قضايا السياسة المتعلقة بالاتحاد الأوروبي. وهي مصممة أيضًا لزيادة قدرة أعضاء ولجان البرلمان على التدقيق والإشراف على المفوضية الأوروبية والهيئات التنفيذية الأخرى في الاتحاد الأوروبي.

## الإدارات العامة

### الاتصالات
الإدارة العامة للاتصالات (DG COMM) تتعامل مع الإعلام والشؤون العامة. مم ضمن موظفيها وأقسامها المتحدث باسم البرلمان (حاليًا Jaume Duch Guillot) والخدمة الصحفية وشبكة من مكاتب الإعلام العامة في جميع الدول الأعضاء. كما تدير موقع Europarl.

### شؤون الموظفين
تتولى المديرية العامة للعاملين (DG PERS) شؤون الموارد البشرية في الإدارة العامة الأخرى، كما تقوم بتأمين دورات التدريب الضرورية في ذلك منح الموظفين.

### البنية التحتية والخدمات اللوجستية
تقوم المديرية العامة للبنية التحتية والخدمات اللوجستية (DG INLO) بإدارة مباني البرلمان الأوروبي (المنتشرة في ستراسبورغ وبروكسل ولوكسمبورغ) ومكاتب الأعضاء وتجهيزاتها.

### الترجمة
المديرية العامة للترجمة (DG TRAD) هي المسؤولة عن الترجمة التحريرية لوثائق البرلمان.

### الترجمة الفورية والمؤتمرات
تدير المديرية العامة للترجمة الشفوية والمؤتمرات (DG INTE) قاعات الاجتماعات والترجمة الفورية لجميع الاجتماعات التي تنظمها المؤسسة.

### المالية
الإدارة العامة للشؤون المالية (DG FINS) مختصة بميزانية البرلمان والشؤون المالية. إعداد وفحص الميزانية ومراقبة تنفيذها لاحقًا. كما أنها مسؤولة عن عمليات المحاسبة والخزانة الرسمية بالإضافة إلى تمويل أعضاء البرلمان الأوروبي.

### الابتكار والدعم التكنولوجي
تتكون الإدارة العامة للابتكار والدعم التكنولوجي (DG ITEC) من مديرية تكنولوجيا المعلومات (DIT) ومركز الدعم التقني ومركز الحوسبة والشبكات ومديرية النشر والتوزيع التي تهتم بنشر المواد البرلمانية مثل وثائق العمل والجريدة الرسمية.

### الأمان
تعمل المديرية العامة للأمن (DG SAFE) على تسهيل أنشطة البرلمان مع ضمان حماية كافية للأشخاص والأصول والمعلومات وتتكون من المديرية أ: الأمن والسلامة (PASS)، المديرية ب: الحريق والإسعافات الأولية والوقاية، والمديرية ج: الإستراتيجية والموارد.